# 林沙織
林 沙織（はやし さおり、1985年11月10日 - ）は、日本の元声優、元舞台女優。神奈川県出身。

## 来歴
アトミックモンキー声優・演技研究所第3期生を経て、アトミックモンキー所属で活動した後、アクセルワンに所属していた。
高校卒業時に准看護師免許を取得し、進学先の文教大学臨床心理学科にて心理学を学んだ後、演劇を志して、アトミックモンキー声優・演技研究所へ入学し、同養成所の第3期生となった。養成所在籍中の2009年より、『智一・美樹のラジオビッグバン』に第9期BGPメンバーとして出演し、2010年より声優として本格的に活動を始めた。
ラジオ番組ではリスナーから「癒される」「声や動きが癒し系」などの評価を得、『超!A&Gミュージック+TV』2011年2月23日にゲスト出演した関智一により『うんぴー』と命名され、それ以降ラジオでは『うんぴー（うんP）』と呼ばれていた。
2013年12月31日付けで、所属していたアトミックモンキーを離れ、フリー転向し、2014年4月14日からアクセルワンに移籍。

### 自殺未遂騒動と引退
アクセルワンに移籍して間もない2014年6月3日、自身のブログ記事において自殺を示唆する発言をしたが、当日中に無事が確認され、該当の記事は削除された。騒動を受けて、アクセルワンより謝罪文が発表されたが、その後の動向に関しては、「林本人がまだ説明できる状態にない」として明確な言及を避けた。
その後、林当人から、6月23日付けで先述の騒動に関する謝罪のコメントが公式ブログに投稿され、自身が鬱病を患っていることや実際に自殺を図ったことなどを明かした上で、自殺未遂によるケガや後遺症などを理由に声優を引退し、アクセルワンから退社したことも公表した。しかし、この時点ではまだアクセルワンの公式サイトにプロフィールが記載されており、おたくま経済新聞による騒動に関する取材があった時点では、電話の相手の回答から少なくとも彼女の発言内容の真偽について確証が得られず、正式な扱いも明言されなかった。
その後も、自身のブログに自殺願望を仄めかす文章を何度も掲載しては削除していたが、2014年6月26日付で公式ブログが閉鎖された。ブログの閉鎖によって林の現状や今後が不明となり、過去に担当していた一部の持ち役のキャスト交代や、出演予定だったメディア作品の公式ページよりキャスト変更に関するアナウンスが相次いで発表され、ほぼ全ての出演作を事実上降板した。その後も事務所・スタッフ側からの説明がないまま、同年12月26日、公式サイトより林のプロフィールが削除された。

## 人物
特技は幼少期より続けているというピアノ。
趣味は大学在学時に在籍したサークルで始めた自転車旅行で、ロードバイクに乗って走りまわっている。
飼っているペットを溺愛しており、ブログやかつてのTwitterアカウントに写真をよく載せていた。2013年11月には保健所から子犬を引き取り里親になるなど、動物愛護に関心が強い。

## 後任
林の持ち役、あるいは担当予定だった役柄を受け継いだ人物は以下の通り。
| 後任       | 役名                  | 作品                                 | 後任の初出演            |
| ---------- | --------------------- | ------------------------------------ | ----------------------- |
| 立花理香   | モニカ                | 『戦場のウエディング』               | 2014年9月以降           |
| 金魚わかな | メガCD2（ディーツー） | 『セガ・ハード・ガールズ』           | 2014年9月以降           |
| 高槻佳奈   | 比嘉夏海              | 『南鎌倉高校女子自転車部』ドラマCD版 | 単行本第6巻初回限定版CD |
| 相内沙英   | チッティ              | 『SHOW BY ROCK!!』                   | 2015年9月9日更新以降    |
| 小林沙苗   | 間柴久美              | 『はじめの一歩 Rising』              | PS3版『はじめの一歩』   |
| 戸田めぐみ | お松                  | 『剣が君』                           | 『剣が君 for V』        |
| 真堂圭     | ミルフィ              | 『ポケットモンスター XY』            | 第80話                  |

## 出演
太字はメインキャラクター。

### テレビアニメ
2011年
- セイクリッドセブン（リサ、サオリ）

2012年
- アルカナ・ファミリア -La storia della Arcana Famiglia-（ティント）
- 妖狐×僕SS（女子3）
- さんかれあ（モギ）
- 新世界より（明）
- となりの怪物くん（女生徒A）
- ドラえもん（テレビ朝日版第2期）（生徒B、店員）
- 夏目友人帳 肆（三世子の友人なおちゃん）

2013年
- 幻影ヲ駆ケル太陽（女子生徒）
- サムライフラメンコ（母親、メイド）
- はじめの一歩 Rising（間柴久美、子供）
- 遊☆戯☆王ZEXAL II

2014年
- ポケットモンスター XY（ミルフィ〈初代〉）

### 劇場アニメ
- セイクリッドセブン 銀月の翼（2012年、リサ、サオリ）
- どーにゃつ（2013年、クマカロン[22]）

### WEBアニメ
- 古町と団五郎 〜ラグーンストーンを探せ！〜（2012年、レポーター[23]）
- 古町と団五郎 〜謎の巨大魚をつかまえろ！〜（2013年、レポーター[24]）

### テレビ番組
- キングラン アニソン紅白2011 supported by スカパー!（2011年、BSスカパー!）アシスタント[2]

### ゲーム
2010年
- 薄桜鬼 黎明録（芸妓）
- ロード オブ アルカナ

2011年
- グランナイツヒストリー

2012年
- 喋る!海賊ファンタジア

2013年
- 剣が君（お松）
- デーモントライヴ（スノウホワイト）
- 願いの欠片と白銀の契約者（魅夜）
- ブランチ☆パニック!（おじょうちゃん、おとこのこ）
- マブラヴ オルタネイティヴ クロニクルズ 04（エレン・エイス）

2014年
- 戦場のウエディング（ナビゲーター・モニカ）

### 吹き替え
- スパイダー・シティ（英語版）（2013年、ペトラ〈オリヴィア・ハート〉）
- マクダルのカンフーようちえん（2014年、チェン先生）

### ドラマCD
- ぬらりひょんの孫（2009年、女妖怪A）
- Fragment of S7 鏡誠×藍羽メイド隊S7（2011年、セイクリッドセブン）
- Fragment of S7 輝島ナイト×ラウ・フェイゾォイ（2011年、セイクリッドセブン）
- 南鎌倉高校女子自転車部（2014年、比嘉夏海〈初代〉[29]）※単行本第5巻初回限定版のみ付属

### ラジオ
※はインターネット配信。
- 智一・美樹のラジオビッグバン（2009年 - 2010年、文化放送）第9期BGPメンバー
- 超!A&Gミュージック+TV（2010年 - 2011年、超!A&G+※）水曜日担当
- 超!A&Gミュージック+TV（2011年、超!A&G+※）火曜日担当
- めちゃこみ☆（2011年 - 2014年、超!A&G+※）
- 伊福部崇のラジオのラジオ（2013年 - 2014年、超!A&G+※）

### デジタルコミック
- 食戟のソーマ（2013年、倉瀬真由美 役[30]）

### 特撮
- テレビマガジン「テレマガ40周年記念DVD オールヒーローなんでもBEST5ゴールドディスク」（2011年、ナレーション）

### 舞台
- 劇団ヘロヘロQカムパニー第22回公演 カラクリ雪之JOE変化（2009年、前進座劇場） - スミレ（幼少期） 役
- Lunatic Syndrome（2013年、横浜市開港記念会館） - ラフィー 役

## ディスコグラフィ

### キャラクターソング
| 発売日        | 商品名                                  | 歌                                           | 楽曲                                                      | 備考                                     |
| ------------- | --------------------------------------- | -------------------------------------------- | --------------------------------------------------------- | ---------------------------------------- |
| 2011年7月20日 | はんどめいど☆そうるめいと               | リサ&サオリ（林沙織）                        | 「Dreaming-Line」                                         | テレビアニメ『セイクリッドセブン』関連曲 |
| 2015年3月14日 | SHOW BY ROCK!! - すたっどばんぎゃっしゅ | すたっどばんぎゃっしゅ［チッティ（林沙織）］ | 「Proof of my soul」 「OVER"D"LIVE!」 「告白≧Revolution」 | ゲーム『SHOW BY ROCK!!』関連曲           |

### その他参加楽曲
| 発売日   | 商品名      | 歌                 | 楽曲            | 備考                                    |
| 2011年   | 2011年      | 2011年             | 2011年          | 2011年                                  |
| -------- | ----------- | ------------------ | --------------- | --------------------------------------- |
| 12月29日 | めちゃきみ☆ | 林沙織、田中真奈美 | 「めちゃきみ☆」 | ラジオ『めちゃこみ☆』オープニングテーマ |